# Diplocephalus hispidulus
Diplocephalus hispidulus là một loài nhện trong họ Linyphiidae.
Loài này thuộc chi Diplocephalus. Diplocephalus hispidulus được Kendo Saito & Ono miêu tả năm 2001.